# クレイン＝ミルマンの定理

凸形 K（水色）と極点の集合 B（赤）が与えられたとき、B の凸包は K である。

数学の函数解析学の分野において、クレイン＝ミルマンの定理（クレイン＝ミルマンのていり、英: Krein–Milman theorem）とは、位相ベクトル空間内の凸集合に関するある命題である。この定理の容易に可視化できる特別な場合では、与えられた凸多角形に対し、その角の部分だけで全体の形を復元できるということが述べられている。しかしその多角形が凸でない場合には、角として与えられた点から多角形を描く方法が多く存在し得るため、この定理の内容は偽となる。
正式には、{\displaystyle X} を（ハウスドルフと仮定される）局所凸位相ベクトル空間とし、{\displaystyle K} を {\displaystyle X} のコンパクトな凸部分集合とするとき、{\displaystyle K} はその極点の閉凸包となることが、この定理では主張されている。
上述の閉凸包は、{\displaystyle K} を含むすべての {\displaystyle X} の閉部分集合の共通部分として定義される。そしてそれは、位相ベクトル空間内の凸包の閉包と等しいことが知られている。定理の証明は、ある部分では容易であるが、「十分な」極点の存在を示すという点に主な難しさがある。
マルク・クレインとダヴィット・ミルマンによって証明された元の定理の内容は、ここで述べたものより若干一般性に欠けるものとなっている。
その定理より以前に、ヘルマン・ミンコフスキーは、{\displaystyle X} が有限次元であるなら {\displaystyle K} はその極点の集合の凸包と等しいことを示していた。クレイン＝ミルマンの定理は、その結果を任意の局所凸空間 {\displaystyle X} に対して一般化するものであったが、閉包が必要となり得るという注意も付されていた。

## 選択公理との関係
ツェルメロ＝フレンケルの集合論においてこの定理を証明する上では、選択公理や、その弱いヴァージョンが必要とされる。逆にこの定理とブール素イデアル定理によって、選択公理を証明することが出来る。

## 関連する結果
{\displaystyle K} に関する以前の仮定の下で、{\displaystyle T} が {\displaystyle K} の部分集合であり、{\displaystyle T} の閉凸包が {\displaystyle K} 全体であるなら、{\displaystyle K} のすべての極点は {\displaystyle T} の閉包に属する。この結果はクレイン＝ミルマンの定理に対する、ミルマンの（部分的）逆（Milman's partial converse）として知られている。
ショケー＝ビショップ＝デリューの定理によると、{\displaystyle K} 内のすべての点は、{\displaystyle K} の極点の集合上に台を持つ確率測度の重心であることが示されている。
テオ・ビューラーは2006年に、クレイン＝ミルマンの定理は CAT(0) 空間に対しても成立することを証明した。